# 11 Uralska Dywizja Strzelecka
11 Uralska Dywizja Strzelecka (ros. 11-я Уральская стрелковая дивизия) – związek taktyczny piechoty Białych na Syberii podczas wojny domowej w Rosji.
4 października 1918 r. w Czelabińsku została sformowana 1 Kadrowa Dywizja Strzelecka w składzie 1, 2, 3 i 5 Uralskich Kadrowych Pułków Strzelców Górskich (przemianowanych wkrótce na 1, 2, 3 i 4 Kadrowe Pułki Strzeleckie), 1 Kadrowej Kompanii Inżynieryjnej i szkoły wyszkolenia podoficerów. Do dywizji włączono też złożony z Ukraińców Kureń imienia Tarasa Szewczenki. Dowódcą został płk (gen. mjr) Nikołaj K. Welk. Funkcję szefa sztabu pełnił kpt. Kuguszew. Podporządkowano ją III Uralskiemu Korpusowi Armijnemu. 7 grudnia dywizję przemianowano na 11 Uralską Dywizję Strzelecką. Nowe nazwy otrzymały również jej pułki. Były to: 41 Uralski, 42 Troicki, 43 Wierchnieuralski i 44 Kustanajski Pułki Strzeleckie. W jej składzie występował ponadto 11 Samodzielny Uralski Strzelecki Dywizjon Artylerii płk. Bek-Mamedowa. 42 Pułk Strzelecki został wyłączony ze składu dywizji, po czym do końca walk z bolszewikami walczył w Samodzielnej Armii Orenburskiej, a następnie Południowej Armii. Na przełomie grudnia 1918 r. i stycznia 1919 r. dywizja trafiła na front, występując w składzie VI Uralskiego Korpusu Armijnego Zachodniej Armii. 24 marca 1919 r. nowym dowódcą dywizji został gen. mjr Wasilij W. Waniukow. Na wiosnę wzięła ona udział w ofensywie wojsk adm. Aleksandra W. Kołczaka, ponosząc do końca lata duże straty. Przychodzące uzupełnienia składały się jednak z mocno zaagitowanych przez bolszewików zmobilizowanych chłopskich żołnierzy, którzy w większości przechodzili na ich stronę. Od końca maja dywizja była podporządkowana Uralskiej Grupie Wojskowej. Od 4 czerwca dowodził nią gen. mjr Wasilij A. Kruglewski, zaś od 15 września gen. mjr Bielajew. Dywizja została zniszczona w styczniu 1920 r. podczas walk pod Krasnojarskiem. Ocaleli żołnierze, którzy uczestniczyli w tzw. Wielkim Syberyjskim Marszu Lodowym, po przybyciu do Czyty na pocz. marca utworzyli 2 Uralski Pułk Strzelecki.